# La donna è mobile (film)
Pour plus de détails, voir Fiche technique et Distribution.
La donna è mobile est un film italien réalisé par Mario Mattoli, sorti en 1942.

## Fiche technique
- Titre : La donna è mobile
- Réalisation : Mario Mattoli
- Scénario : Leo Catozzo, Marcello Marchesi, Mario Monicelli et Steno
- Photographie : Alberto Fusi et Aldo Tonti
- Montage : Fernando Tropea (en)
- Musique : Giovanni D'Anzi
- Pays d'origine : Royaume d'Italie
- Genre : Film musical
- Format : Noir et blanc - 1,37:1 - Mono
- Durée : 76 minutes
- Date de sortie : 1942

## Distribution
- Ferruccio Tagliavini : Ferruccio Landini
- Fioretta Dolfi (it) : Rosetta
- Carlo Campanini : Cristoforo
- Carlo Micheluzzi (it) : Carlo
- Dora Bini : Isabella
- Arturo Bragaglia : le directeur d'école
- Rosina Anselmi : sa femme
- Galeazzo Benti : un garçon au théâtre
- Agostino Salvietti : le cuisinier
- Alberto Capozzi
- Totò Mignone (it)